# Giennadij Sagalczik
Giennadij Giermanowicz Sagalczik, ros. Геннадий Германович Сагальчик (ur. 22 kwietnia 1969) – amerykański szachista pochodzenia rosyjskiego, arcymistrz od 1994 roku.

## Kariera szachowa
Po rozpadzie Związku Radzieckiego wyemigrował do Stanów Zjednoczonych i od 1993 na arenie międzynarodowej reprezentuje barwy tego kraju. Największe sukcesy szachowe odniósł w pierwszej połowie lat 90. XX wieku. W 1992 zajął II m. (za Joelem Benjaminem) w kołowym turnieju w Nowym Jorku, w 1993 zwyciężył w Nassau, w 1994 podzielił II m. (za Miguelem Illescasem Cordobą, wspólnie z Walterem Browne) w Linares, natomiast w 1995 zwyciężył (wspólnie z Eduardasem Rozentalisem) w otwartym turnieju w Montrealu. W kolejnych latach nie odnosił już tak znaczących sukcesów, od 1998 sukcesywnie obniżając turniejową aktywność i swoją rankingową punktację. W 2008 podzielił II m. (za Emilio Córdovą, wspólnie z Siergiejem Tiwiakowem) w Alajueli.
Najwyższy ranking w karierze osiągnął 1 stycznia 1997, z wynikiem 2550 punktów dzielił wówczas 16-18. miejsce wśród amerykańskich szachistów.